# El pecado de Madelon Claudet
El pecado de Madelon Claudet (en inglés: The Sin of Madelon Claudet) película dramática estadounidense de 1931 dirigida por Edgar Selwyn y protagonizada por Helen Hayes. El guion de Charles MacArthur y Ben Hecht fue adaptado de la obra The Lullaby de Edward Knoblock. Cuenta la historia de una mujer encarcelada injustamente que recurre al robo y la prostitución para mantener a su hijo.
La actriz Helen Hayes fue ganadora en los Premios Oscar de 1932 por su interpretación y obtuvo un reconocimiento en el Festival de cine de Venecia.

## Sinopsis
Cuando la descuidada esposa Alice decide dejar a su esposo, el médico Lawrence, su amigo el Dr. Dulac la detiene y le cuenta la historia de la vida de otra mujer, Madelon Claudet, quien era persuadida por su novio estadounidense, el artista Larry Maynard, para escapar con él. Finalmente, tiene que regresar a los Estados Unidos porque su padre está enfermo. Una vez allí, sin embargo, la traiciona y se casa con una mujer aprobada por sus padres.
Sin que él lo sepa, Madelon da a luz a un hijo. Cuando su amante no regresa, su padre hace que acepte casarse con Hubert, un granjero. Sin embargo, cuando ella se niega a renunciar a su hijo ilegítimo, Hubert y su padre la abandonan. Se convierte en la amante de un conocido mayor, el Conde Carlo Boretti, mientras que sus amigos Rosalie y Victor Lebeau cuidan al niño. Después de un tiempo, Carlo propone matrimonio y Madelon acepta. Sin embargo, cuando salen a celebrarlo, lo arrestan como ladrón de joyas. Se las arregla para suicidarse, pero Madelon es sentenciada a diez años de prisión como su cómplice, a pesar de que ella es inocente.
Cuando finalmente es liberada en 1919, va a ver a su hijo adolescente Lawrence, que ahora vive en un internado estatal. Una conversación con el médico de la escuela resulta crucial. El Dr. Dulac revela que debido a que su padre era un criminal, no puede obtener un mejor trabajo en otro lugar. Decidida a no convertirse en una carga similar a su propio hijo, le dice a su hijo que es una vieja amiga de su madre y que su madre está muerta. Madelon está decidida a financiar la educación médica de Lawrence, pero con el final de la Primera Guerra Mundial, millones de franceses son liberados del ejército y los empleos son escasos. Cuando un hombre la confunde con una prostituta, ella toma la profesión. A medida que envejece y pierde su aspecto, se ve obligada a robar también, pero finalmente, su objetivo se realiza y Lawrence recibe su título.
Envejecida e indigente, decide renunciar a su libertad y comprometerse con la caridad estatal, pero visita a su hijo por última vez, fingiendo ser una paciente. Cuando ella se va, se encuentra con el Dr. Dulac, quien la reconoce y convence a su amigo, el Dr. Claudet, que aún desconoce su verdadera identidad, para que la mantenga. Después de enterarse del autosacrificio de la mujer, Alice Claudet le sugiere a Lawrence que invite a Madelon a vivir con ellos.

## Reparto
- Helen Hayes como Madelon Claudet
- Lewis Stone como Carlo Boretti
- Neil Hamilton como Larry Maynard
- Cliff Edwards como Victor Lebeau
- Jean Hersholt como Dr. Dulac
- Marie Prevost como Rosalie Lebeau
- Robert Young como Dr. Lawrence Claudet
- Karen Morley como Alice Claudet
- Charles Winninger como M. Novella
- Alan Hale como Hubert
- Halliwell Hobbes como Roget
- Lennox Pawle como Felix St. Jacques
- Russ Powell como Monsieur Claudet

## Recepción

### Crítica
En su reseña en The New York Times, Mordaunt Hall escribió que "la excelente representación [de Helen Hayes] en un papel difícil deja solo el arrepentimiento de que los poderes existentes no la consideraran debutar en pantalla en un estudio más alegre. .. El pecado de Madelon Claudet es una crónica dolorosa que sin duda tendrá un fuerte atractivo popular. Está dotado de otras personificaciones encomiables ... [y] también tiene el beneficio de la dirección experta de Edgar Selwyn ".